# Sungai Pinang II
Sungai Pinang II is een bestuurslaag in het regentschap Ogan Ilir van de provincie Zuid-Sumatra, Indonesië. Sungai Pinang II telt 2873 inwoners (volkstelling 2010).